# Casi ángeles (3.ª temporada)
A 3.ª temporada de Casi ángeles (br: Quase Anjos 2) é uma telenovela juvenil argentina, produzida pela produtora Cris Morena Group e RGB Entertainment, transmitida originalmente pelo canal argentino Telefe em 2009.
A trama foi idealizada por Cris Morena, a mesma criadora de Chiquititas, Rebelde Way e Floricienta, e é escrita por Cris Morena, Gabriela Fiore e Leandro Calderone.
Esta temporada foi protagonizadas por Mariano Torre (Camilo) e Emilia Attias (Paz), tendo também como protagonistas os Teen Angels, formados por Juan Pedro Lanzani (Thiago Bedoya Aguero), Mariana Espósito (Marianella Mar Rinaldi), María Eugenia Suárez (Jasmín Romero), Gastón Dalmau (Ramiro Rama Ordóñez) e Nicolás Riera (Juan Tacho Morales).
A novela conta a vida diária de um grupo de personagens adolescentes. Na sua maioria, escolhidos de Eudamon, um plano espiritual de qual gira grande parte da história da novela. Esses jovens acabam tendo a missão de salvar a paz, e evitarem que se cumpra a profecia de um desastre caótico no mundo. A novela em si não trata da mesma trama do início. Esta temporada retrata sobre a vida normal desses jovens após ficarem livres da exploração e é onde entra na trama o perigoso João Cruz que no fim é morto por seu filho: Camilo.
No Brasil, a temporada era para estrear na Rede Bandeirantes em Janeiro de 2011, porém foi adiada para Março e uma reprise da temporada anterior foi ao ar, porém essa reprise foi esticada e a temporada iria estrear dia 9 de Maio como havia sido divulgado, porém, a emissora resolveu adiar a estreia novamente, para o dia 13 de Junho às 9:15 da manhã, substituindo Isa TK+ no horário.

## História

### Enredo
Depois de abrir o Livro dos Sete Cadeados e desaparecer, os garotos da Man, Teen Angels, Zeca (Stéfano de Gregorio), Justina (Julia Calvo) (agora arrependida de suas crueldades), Luca (Victorio D'Alessandro) e Caridade (Daniela Aita) reaparecem misteriosamente distribuídos por diferentes pontes cardeais. Ninguém entende o que aconteceu, mas não têm muito tempo para pensar, já que por diferentes razões se encontram em situações de perigo das quais deverão escapar para poder seguir com vida, mas acabam se unindo outra vez. É quando finalmente conseguem voltar para casa, com a ajuda de uma jovem personagem enigmática e que lembrava alguém muito conhecida para eles. Ao chegar em casa, se encontrarão com três detalhes: Um: a Casa Mágica se transformou em uma das Residências do Colégio Mandalay, dirigido por Camilo Estrela (Mariano Torre), filho de João Cruz e meio-irmão de Thiago (Juan Pedro Lanzani). O que antes era o Colégio Rockland, agora é o colégio de um grande Campus. Dois: não se passaram dias, mas anos, pois viajaram para 22 anos no futuro e chegaram em 2030. Três: a personagem enigmática que serviu de guia na volta para casa é sua sobrinha, Esperança (Jimena Barón) e quem os recebeu de volta é uma pessoa que eles nem viram nascer: Paz (Emilia Attias), a filha de Cielo e Nico, que acolhe os garotos e tem um espírito mais guerreiro e sonhador, mas nem por isso deixa de se apaixonar. Paz se envolve num quadrado amoroso entre Camilo, o seu ex-namorado Téo Gorki (Benjamin Amadeo), inimigo de Camilo e líder do grupo Céu Aberto em defesa do meio ambiente e Ariel (Romina Yan), a ex-namorada de Camilo, que procura sua filha perdida. Do lado romântico e teen da história, o relacionamento de Thiago e Mar (Mariana Espósito) dessa vez encontra como inimigos Luna (Paula Reca) e Pedro (Maxi Reca), apaixonados respectivamente pelo casal. Jasmin (Maria Eugenia Suarez), por sua vez, em suas premonições e suas dúvidas sobre seu romance com Tato (Nicolas Riera), cria uma personagem: Chapeuzinho Verde, a paixão platônica do Anjo Vermelho. Enquanto isso, Rama (Gastón Dalmau), por conta de um acidente provocado por Luca, acaba perdendo a visão. Sentindo-se culpado pelo desastre, Luca presenteia Rama com uma cadela de estimação, que torna-se a fiel e inseparável amiga do garoto. A relação do rapaz com Valéria (Rocío Igarzábal) acaba sendo afetada quando ela é seduzida pelo professor de Literatura, o misterioso Juan (Lucas Crespi). Rama recebe a amizade e o carinho de sua amiga Kika (Daniela Collini), apaixonada secretamente por ele. Simon (Pablo Martínez), por sua vez, rompe com Melody (María Del Cerro) ao se apaixonar pela psicóloga Sol (Agustina Córdova), amiga de infância de Paz e Esperança. Os jovens acabam recebendo uma grande missão para cumprir: impedir que com a chegada do inverno, seu antigo inimigo João Cruz, mate Paz e assim destrua a paz da humanidade. Surge também a Chefa dos Ministros e comandante da corporação Nova Era Virtual, Emma Valner (Mercedes Funes), uma mulher fria e sem escrúpulos que é até capaz de matar e esconde um segredo. Quando criança era a doce Liz Inchausti, a irmãzinha de Cielo, que fora raptada pela Corporação CC e se tornara alvo de experiências e lhe fora implantado um chip para que não se lembrasse de seu passado e agora quer capturar os adolescentes do Colégio Mandalay para implantar chips neles e separá-los.

### A viagem ao futuro
A viagem no tempo traz mudanças na personalidade de todos os personagens. Justina agora é a figura maternal de todos os jovens. Novos personagens surgem em suas vidas como a psicóloga Sol, que se envolve com Simon. Sua paixão pelo rapaz a faz mudar sua personalidade, já que sempre fora cúmplice de João Cruz. Após enfrentá-lo, ela revela tudo que sabe a Paz e Camilo e resolve fazer uma viagem, para experimentar sua vida sem ser manipulada pelo vilão. Téo com seu grupo ecologista e terrorista "Céu Aberto" acaba trazendo muitos problemas para o Colégio Mandalay com a polícia, principalmente quando Pedro e Luca tornam-se membros do grupo, contrariando Paz e Camilo. A morte de Caridade, depois que João Cruz consegue dominá-la, e a cegueira de Rama, causada por um acidente provocado por Luca numa operação da "Céu Aberto", trazem apenas mais dor e sofrimento para os jovens, que se sentem confusos, deslocados e com saudades de Nico e Cielo. Eles também descobrem que Márcio é um homem grosseiro e frio com a esposa Caridade, com quem teve uma filha, Martina, que lembra um pouco a personalidade de cada um, e acaba se apaixonando por Zeca, com quem vive um romance controlado o tempo todo pela versão adolescente de Márcio. Também descobrem Marcinho, filho de Márcio e Stefy, que não lembra em nada a personalidade dos pais e é apaixonado por Esperança desde que tinha 12 anos. A hacker Ariel busca a ajuda do ex-namorado Camilo para procurar sua filha, que desapareceu na aldeia Poço do Diabo depois de quase ser comprada por João Cruz. Ariel acaba descobrindo que sua filha, em 16 anos, será Kika e viajará ao passado para cumprir uma missão. Então, Kika e Ariel passam a ter uma relação de mãe e filha e a hacker a aconselha para que ela conquiste Rama. Os escolhidos também descobrem que Cielo e Nico adotaram Sebastian Cura, um adolescente com síndrome de Down que tem poderes de cura, e que Simon tornou-se cantor solista. Sebastian, com seus poderes, mais tarde consegue fazer com que Rama recupere sua visão, e também salva Mar, que fica à beira da morte após sofrer uma intervenção cirúrgica promovida por João Cruz. Tina também modifica sua vida após passar uma noite de amor com Alcino, cúmplice de João Cruz. Mais tarde, ela descobre que está grávida. Uma carta enviada por Feli faz Tina descobrir que seu filho é Juan, o professor de Literatura, e descobre que morrerá depois de parir esse menino.

### A missão
Assim que chegam ao Colégio Mandalay e assistem a um vídeo de Cielo lhes revelando que eles viajaram ao futuro, os escolhidos de Eudamón custam a acreditar e aceitar a realidade. Com o passar dos dias, há o surgimento de uma notícia e de um DVD, que mudam a história. Esperança informa a Camilo que no inverno, Paz vai morrer, e que o DVD enviado por sua versão idosa, contém cenas de uma terrível profecia, onde Márcio trai Caridade com Stefy, Rama e Vale morrem, Thiago abandona Mar na igreja para socorrer Jasmin, supostamente grávida, Simon persegue Melody e Tato com uma arma por um bosque e Luca e Zeca culpam Tina por um assassinato. Tina e Paz logo ficam informadas da situação; a trama sofre uma reviravolta com a viagem de Thiago para 2082 após beber um chá mágico da caixa de Cielo. Lá, ele conversa com Esperança nas ruínas do Colégio Mandalay e descobre a missão dos guardiões: salvar Paz da morte, e assim salvar a paz do planeta. Ao voltar para 2030, Thiago informa seus amigos de tudo, mas o inesperado era que João Cruz sequestrasse Camilo e entrasse no Colégio Mandalay fingindo ser o próprio filho. Mesmo tentando fugir da profecia, os escolhidos acabam cumprindo-na e Camilo mata Paz com um tiro, após ser enganado por uma ilusão de ótica provocada por João Cruz, que o fizera acreditar estar disparando contra o vilão. Desesperado, Thiago viaja no tempo novamente e faz mudanças temporais, que salvam a vida de Paz, mas trazem consequências gravíssimas para sua vida e para Camilo. Com o tempo, ele corrige os erros cometido pelo seu "eu" dessa linha temporal, e a profecia se cumpre de novo. Thiago e Camilo voltam para 2082, onde Esperança, adoecida, permite uma nova alteração temporal, mas morre depois de revelar que agora só resta uma chance de salvar a paz.

### A profecia
Camilo, Paz e Esperança ensinam os escolhidos de Eudamón a fazer o uso do pensamento lateral desde o início da viagem ao futuro para que eles cumpram sua missão, e é justamente o pensamento lateral que faz a profecia do DVD se transformar em realidade. Maquiavélico, João Cruz arma uma ilusão de ótica para que Márcio veja Caridade, e Stefy veja Luca. Desse modo, Márcio e Stefy se beijam diante de Caridade, que fica com ódio e rancor em seu coração, permitindo que João Cruz possa manipular sua mente. Tina descobre e informa a Paz e Camilo, quando João Cruz sequestra Márcio, mas acaba deixando o corpo de Caridade, que morre. Mais tarde, manipulando as mentes de Tina, Luca, Simon e Jaime simultaneamente, João Cruz planeja ao lado de seu espião, Juan, matar Vale. Como está apaixonado pela garota, Juan dopa Vale para que ela se passe por morta. Isso causa desespero em Rama, que também é dopado por Juan. Ao despertar no necrotério e achar que Rama morreu, Vale se suicida. A tragédia é revertida graças a uma mudança temporal armada por Cielo e Rama, e Juan acaba internado em um hospício. A grande profecia se cumpre no dia da morte de Paz, quando Thiago e Mar se casam numa cerimônia íntima num barco, mas ela sente vontade de ir ao banheiro quando passa em frente a uma igreja, e lá, tropeça em velas e suas roupas pegam fogo. Mar acaba vestindo um vestido de noiva, enquanto Thiago é confundido com um bandido e foge dos policiais. No caminho, ele encontra Jasmin, que leva um tiro e é socorrida por Thiago, enquanto Mar chora na igreja, pensando que o amado a abandonou. Justina se interna num convento, mas uma freira adoece e ela é obrigada a levá-la a um hospital. No caminho, Tina atropela e mata Téo, despertando o ódio de Luca e Zeca. Tato e Melody dormem dentro de uma Kombi, que os leva a um bosque, e eles acabam perseguidos pelos atiradores donos da Kombi, no mesmo bosque, onde Simon persegue Camilo com uma arma, pensando disparar contra João Cruz.

### Os romances
Logo no início da viagem ao futuro, Thiago conhece Luna, que viaja ao lado do namorado Jaime em busca de seu irmão Pedro, que fugiu de casa por não querer ir estudar em Londres e levar uma vida de rico materialista. Os três acabam no Colégio Mandalay, e a amizade de Luna e Thiago começa a incomodar Jaime e Mar, que chegam a simular um beijo para provocá-los. O rompimento de Mar e Thiago se dá quando ela encontra um convite para o batizado de Bruno, filho de Thiago e Jasmin, e decide se afastar do namorado e da melhor amiga, crendo que no futuro os dois vão lhe trair. Thiago convence Luna a abandonar Jaime e começa a namorar a garota, enquanto Mar se aproxima e cria laços de amizade com Pedro, em quem desperta paixão pela primeira vez. Ainda apaixonados, Mar e Thiago se casam às escondidas, mas uma mudança na linha temporal faz com que Thiago volte a ser o namorado de Luna, e Mar volte a namorar Pedro. Com o tempo, Thiago reconquista Mar e a leva para 2082, onde os dois têm sua primeira noite de amor(transam). No final da temporada, Luna e Pedro viajam para 2080, seu tempo real, enquanto Mar e Thiago se casam. Jasmin e Tato brigam a todo momento, embora criem fantasias como Chapeuzinho Verde e Anjo Vermelho para que continuem juntos. Entretanto, Jasmin acaba tendo uma falsa gravidez que muda tudo, e a leva a ter um romance com Luca. Tato por sua vez se envolve com Melody, que quase engravida dele, afastando-o de Jasmin, com quem reata no final da temporada. Luca, apesar de muitas brigas com Stefy, também volta a namorá-la por ela entrar no grupo "Céu Aberto" para se sentir mais próxima dele. Durante a temporada, Márcio e Stefy chegam a confundir sua amizade com paixão, mas se afastam quando descobrem que no futuro, Márcio traiu Caridade tendo um filho com Stefy, Marcinho. Simon logo se afasta de Melody por se interessar inicialmente pela rebelde Maia, e depois pela psicóloga Sol, com quem vive um lindo romance, mas os dois se afastam quando Sol é desmascarada como espiã de João Cruz. Rama sofre com o romance de Vale e Juan e recebe o apoio de Kika, que tenta conquistá-lo, mas Rama opta por reatar com Vale quando ela passa a enxergar quem Juan é. A nova postura de Kika em relação a Rama faz o rapaz se apaixonar por ela, rompendo com Vale, que torna-se amiga de Simon e os dois se beijam pela primeira vez no último capítulo da temporada. Téo e Melody também se apaixonam e ela acaba engravidando dele. O principal romance da temporada é protagonizado por Paz e Camilo. Encantado pela jovem desde a adolescência, o rapaz tenta sempre conquistá-la, embora Paz prefira ser só sua amiga por ainda não ter esquecido o ex-noivo, Téo, com quem rompeu por ele usar de meios violentos para impor os ideais de seu grupo ecologista, "Céu Aberto". O primeiro beijo de Paz e Camilo se dá quando ela descobre que vai morrer no inverno e ele a encontrando chorando nas ruínas de um teatro abandonado. Camilo promete um futuro melhor a Paz e os dois tornam-se namorados, embora a hacker Ariel, ex-namorada de Camilo, e Téo sejam subornados por João Cruz para que armem um plano para afastar Camilo e Paz. Na nova linha temporal, Camilo sofre com o noivado de Téo e Paz, com quem nunca se relacionou. Quando descobre que o namorado mentiu sobre ter fechado a "Céu Aberto", Paz dá uma chance ao amor com Camilo, com quem se casa no final da temporada.

### O fim de João Cruz
Após a morte de Esperança em 2082, só resta uma oportunidade para que os escolhidos de Eudamón salvem Paz. Aconselhado por seu cúmplice Estevão, João Cruz decide que o melhor a fazer é assassinar Esperança em 2030 para criar um caos temporal e impedir que ela traga os escolhidos para o futuro para que eles salvem Paz. Desse modo, são realizadas muitas viagens temporais de João Cruz, onde ele chega a matar Camilo 12 anos antes, ainda que o processo de viagem no tempo acabe fazendo o vilão perder todos seus poderes e se tornar um homem velho e adoecido. Sendo assim, a morte de Camilo é revertida e João Cruz arma para matar Esperança, mas Paz cria uma ilusão de ótica e João Cruz mata Estevão. Derrotado, o vilão é preso no Colégio Mandalay e passa a humilhar todos os escolhidos, instalando um caos dentro do campus. Ninguém sabe o que fazer com o inimigo, já que Paz proíbe que matem João Cruz, quando Sebastian acaba abraçando o vilão com afeto e mudando sua diabólica personalidade. Emocionado, João Cruz sente felicidade pela primeira vez em sua vida, e Camilo e Thiago organizam um jantar com o pai, que debilitado por sua saúde, os aconselha a tomarem cuidado com "o príncipe". João Cruz morre e o meio ambiente parece voltar a renascer, enquanto Thiago e Camilo sepultam o pai ali mesmo.

### O governo contra o Colégio Mandalay
As disputas musicais nessa temporada entre Man e Teen Angels continuam, mas dessa vez a Man joga limpo, ainda que não percam sua pose esnobe. Eles se inscrevem no programa de TV "Nova Onda", que promove uma rixa entre as bandas. Numa das linhas temporais criadas por Thiago para salvar Paz, ele acaba traindo os Teen Angels (que o trocam por Pedro) e se unindo à Man. As transmissões do "Nova Onda" são interrompidas para um pronunciamento de Emma Valner, a chefe dos ministros, que anuncia uma guerra nuclear na Europa e no Oriente Médio, mas avisa que a Corporação do Governo tomará controle dos meios de comunicação, transmitindo somente imagens felizes na TV para manipular a população. Quando Camilo, Paz e os jovens fazem uma intervenção criativa no "Nova Onda" em favor da liberdade de expressão, Camilo é preso e Emma Valner declara-se inimiga do Colégio Mandalay. Tina acaba viajando ao passado para concluir sua missão e é recepcionada por Caridade. Tina descobre que os agentes do governo sequestraram Liz e os persegue por todos os cantos, mas acaba assassinada por eles após dar à luz. Os estudantes do Colégio Mandalay fazem uma viagem para Bahia do Príncipe para comemorar sua formatura e o casamento de Paz e Camilo. Os agentes do governo invadem o colégio, e os perseguem até Bahia do Príncipe; Ariel morre para salvá-los. Paz acaba descobrindo por meio de uma carta que Emma Valner é na realidade Liz, que fora sequestrada e sofrera uma lavagem cerebral, tornando-se uma mulher má e perversa. Liz revela ser "o príncipe", sequestra Paz e ativa bombas, que explodem em Bahia do Príncipe, causando um grande caos entre os escolhidos.

## Elenco principal
| Ator/Atriz           | Personagem                         |
| -------------------- | ---------------------------------- |
| Emilia Attias        | Paz Bauer                          |
| Mariano Torre        | Camilo Estrella                    |
| Lali Espósito        | Marianella "Mar" Tallerico Rinaldi |
| Juan Pedro Lanzani   | Thiago Bedoya Agüero               |
| María Eugenia Suárez | Jazmín Romero                      |
| Gastón Dalmau        | Ramiro "Rama" Ordóñez              |
| Nicolás Riera        | Juan "Tato" Morales                |

## Dublagem no Brasil[1]
A lista a seguir mostra os dubladores da Band. A telenovela foi dublada no estúdio Dublavídeo, e conta com a direção de Leonardo Camilo e a tradução de Luis Castilini.
- Tiago – Michel di Fiore
- Mar – Priscila Concepcíon
- Rama – Rodrigo Andreatto
- Jasmim – Tatiane Keplmair
- Tato – Vagner Fagundes
- Paz – Letícia Quinto
- Camilo - Fábio Lucindo
- Márcio – Thiago Keplmair
- Tina - Denise Reis
- Melody – Samira Fernandes
- Luca – Felipe Zilse
- Zeca – Ítalo Luiz
- Stefy – Priscila Ferreira
- Caridade – Andressa Andreatto
- Valeria - Kate Kelly
- Simon - Thiago Longo
- Tic Tac - Ricardo Sawaya
- Hope - Luciana Baroli
- Alsino - Adriano Paixão
- Maia - Flávia Narciso
- José - Diego Lima
- Pedro - Bruno Mello
- Luna - Marina Sirabelo
- Alejandro (pai da Luna e do Pedro) - Leonardo Camilo
- Jaime - Iván Garcia
- Kika - Gaby Milani
- Pâmela - Maiara Campos
- Juan - Yuri Chesman
- Lisa - Maira Paris
- Max - Silas Borges

## Prêmios
Prêmio Clarín 2008
- Indicado à melhor trilha sonora.[2]

## Curiosidades
- Na Argentina os atores menores de idade foram obrigatoriamente retirados da novela, ficando apenas Stefano de Gregório e María Eugenia Suárez na novela, pois há uma lei no país de proíbe atuação de menores de idade em programas com conteúdo de sexo e violência.
- No Brasil a novela iria estrear em Janeiro de 2011, porém, sua estreia foi adiada e um compacto da temporada anterior foi ao ar nas tardes da Band, a novela foi adiada para o dia 9 de Maio às 15h30, substituindo a temporada anterior, mas foi adiada novamente para outro momento mais oportuno, no dia 2 de Junho, a Rede Bandeirantes se deu conta que Isa TK+ estava no fim e só faltavam 7 capítulos para acabar e não havia substituto para a novela, então resolveu estrear Quase Anjos 2 no dia 13 de Junho às 9h15 da manhã.
- O Disney Channel e o Cartoon Network Americanos exibiram a segunda temporada da novela, porém foram proibidos de exibir esta temporada por ser violenta e com um contexto mais adulto.
- A temporada teve como abertura no Brasil o clipe "Que nos volvamos a ver" e com comerciais na música "A decir que si"
- A temporada foi cancelada no Brasil no capítulo 97 pela Band, por falta de audiência antes mesmo de comprar a 4ª temporada.